# Liste der Baudenkmäler im Kreis Borken

Kreis Borken

Die Liste der Baudenkmäler im Kreis Borken umfasst:
- Liste der Baudenkmäler in Ahaus
- Liste der Baudenkmäler in Bocholt
- Liste der Baudenkmäler in Borken
- Liste der Baudenkmäler in Gescher
- Liste der Baudenkmäler in Gronau
- Liste der Baudenkmäler in Heek
- Liste der Baudenkmäler in Heiden
- Liste der Baudenkmäler in Isselburg
- Liste der Baudenkmäler in Legden
- Liste der Baudenkmäler in Raesfeld
- Liste der Baudenkmäler in Reken
- Liste der Baudenkmäler in Rhede
- Liste der Baudenkmäler in Schöppingen
- Liste der Baudenkmäler in Stadtlohn
- Liste der Baudenkmäler in Südlohn
- Liste der Baudenkmäler in Velen
- Liste der Baudenkmäler in Vreden

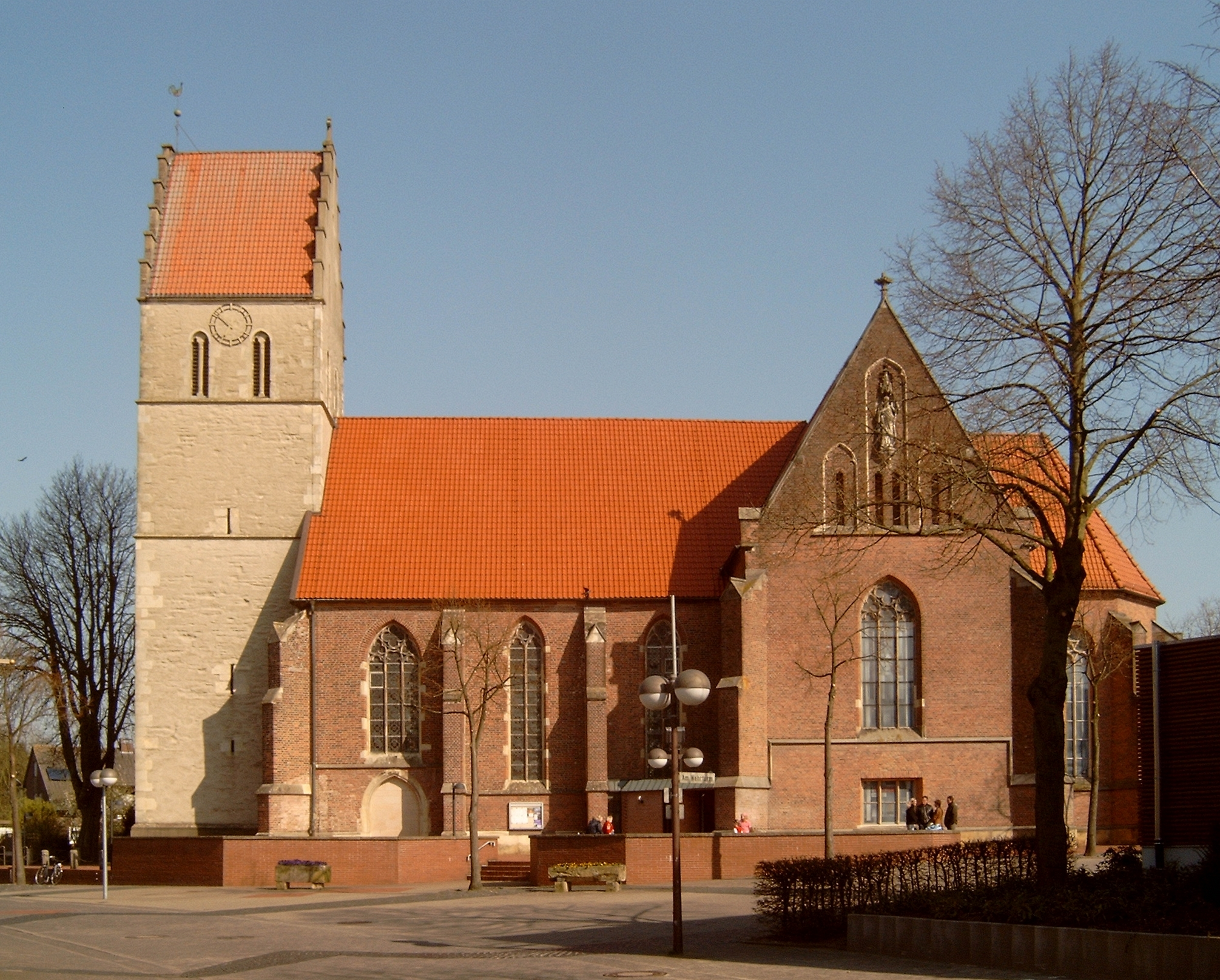
Kath. Pfarrkirche St. Andreas in Wüllen (Ahaus)
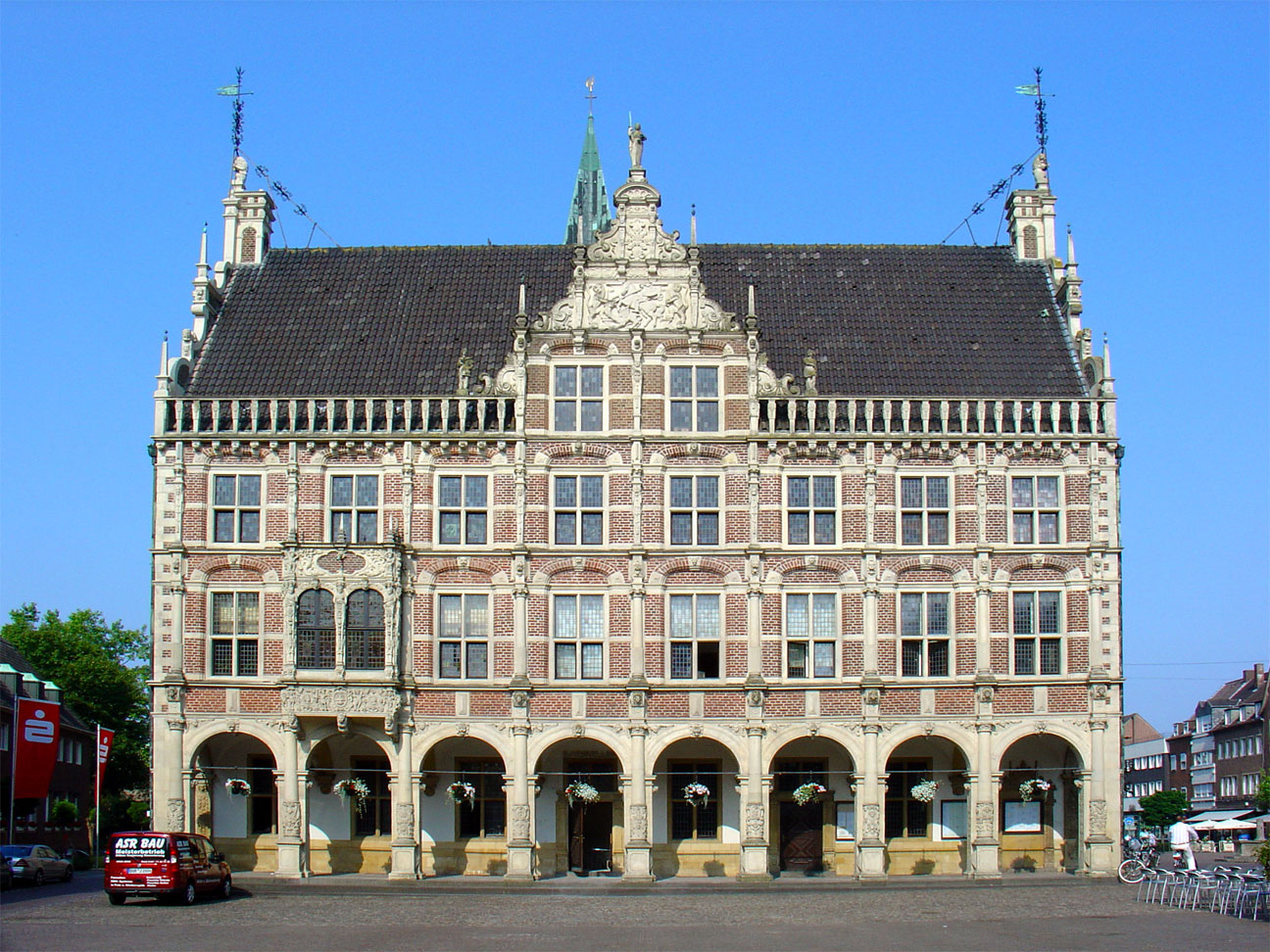
Historisches Rathaus (1618–21) (Bocholt)
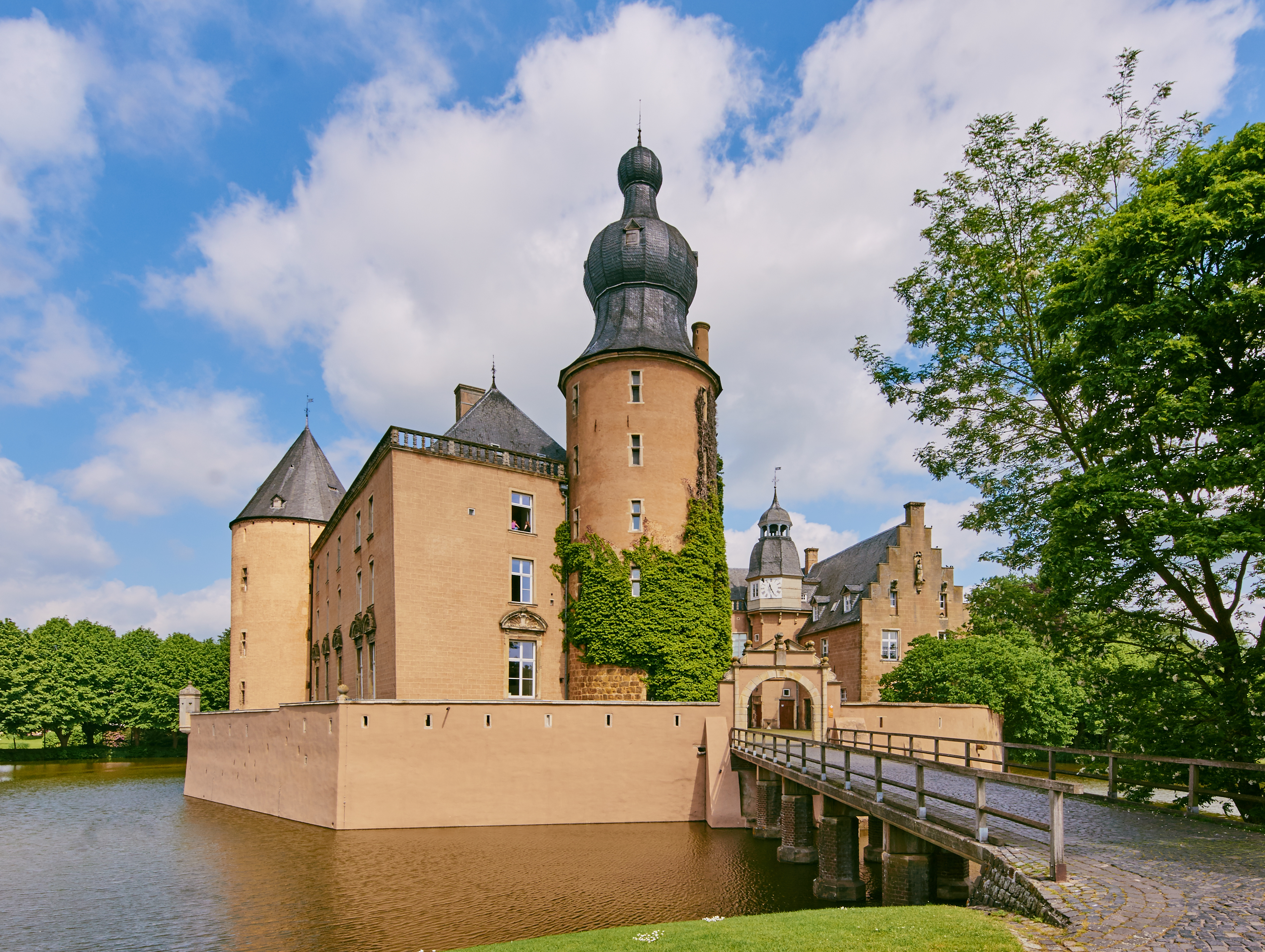
Wasserburg Gemen (Borken)
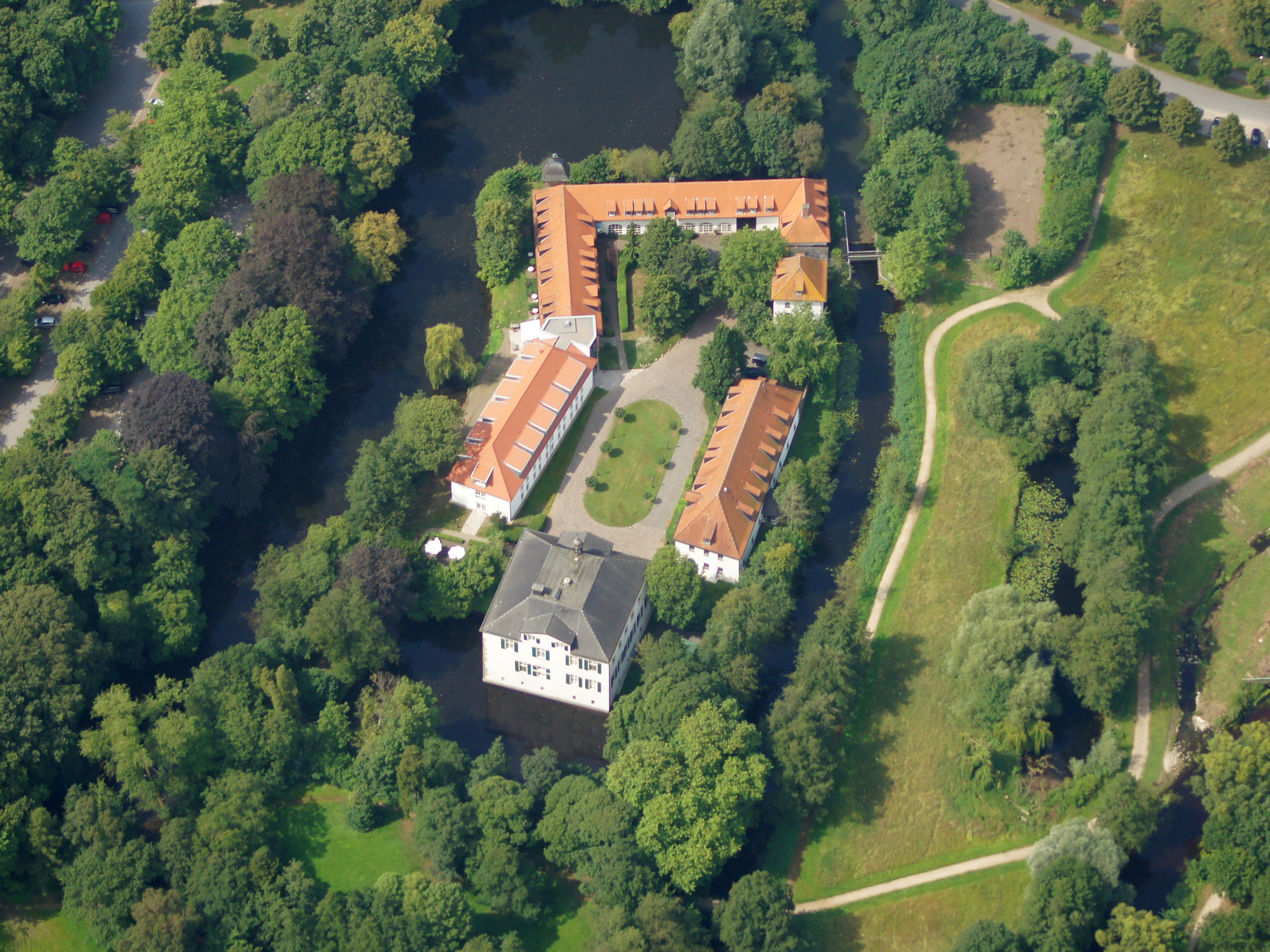
Haus Pröbsting (Borken)
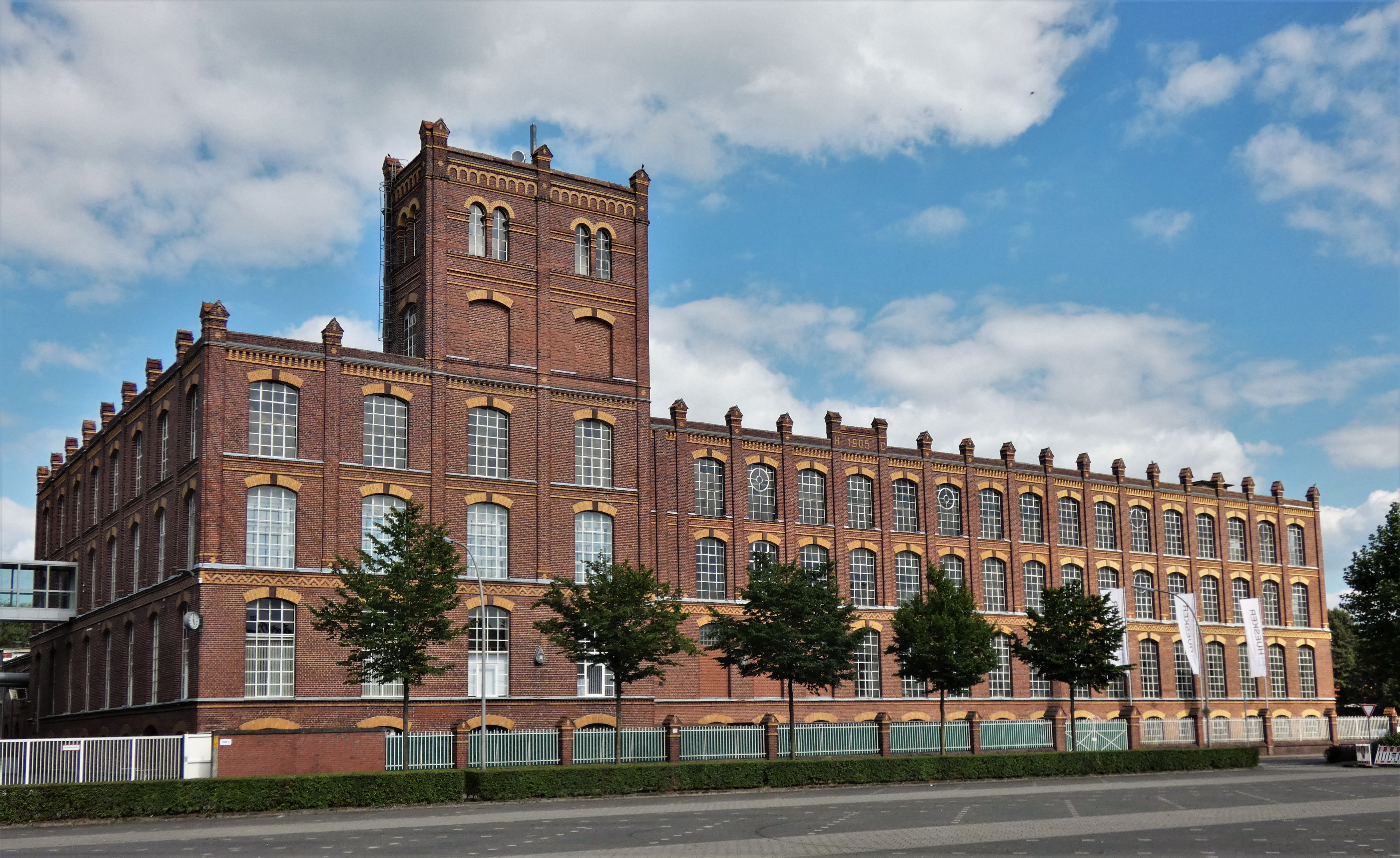
Fabrikgebäude Textilfirma Huesker (Gescher)
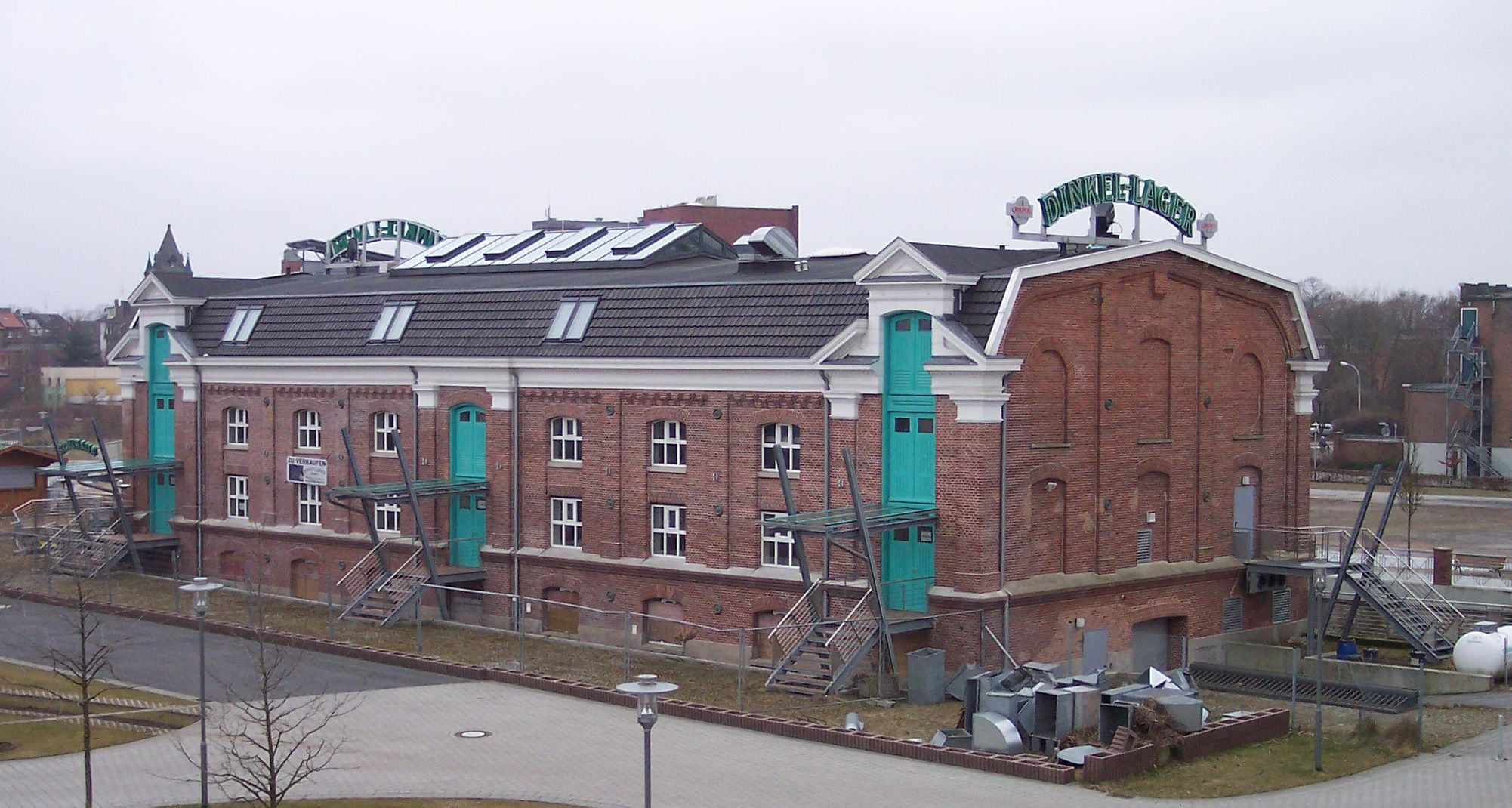
Garnlager der ehem. Weberei Matthieu van Delden (Gronau)
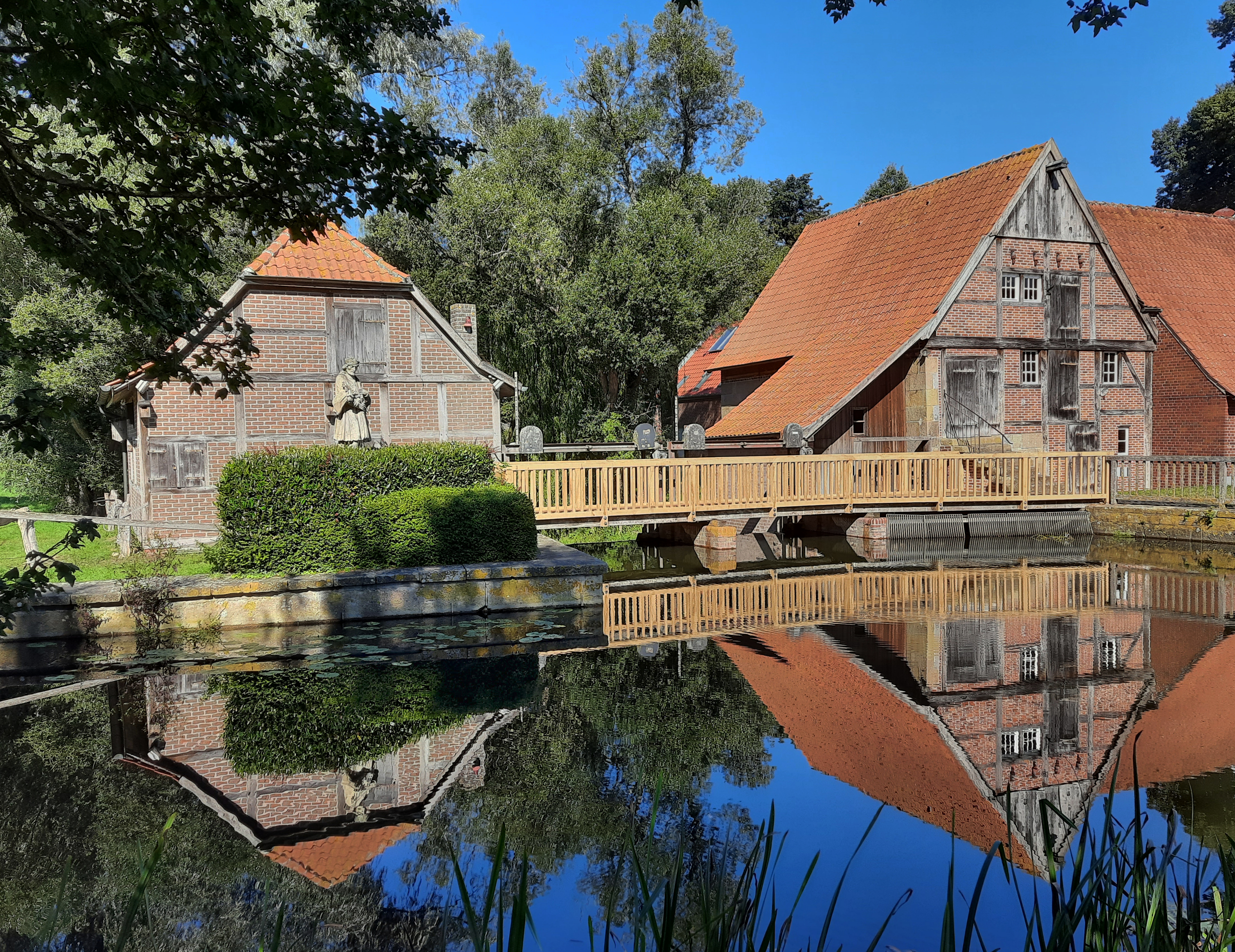
Wassermühle Nienborg (Heek)
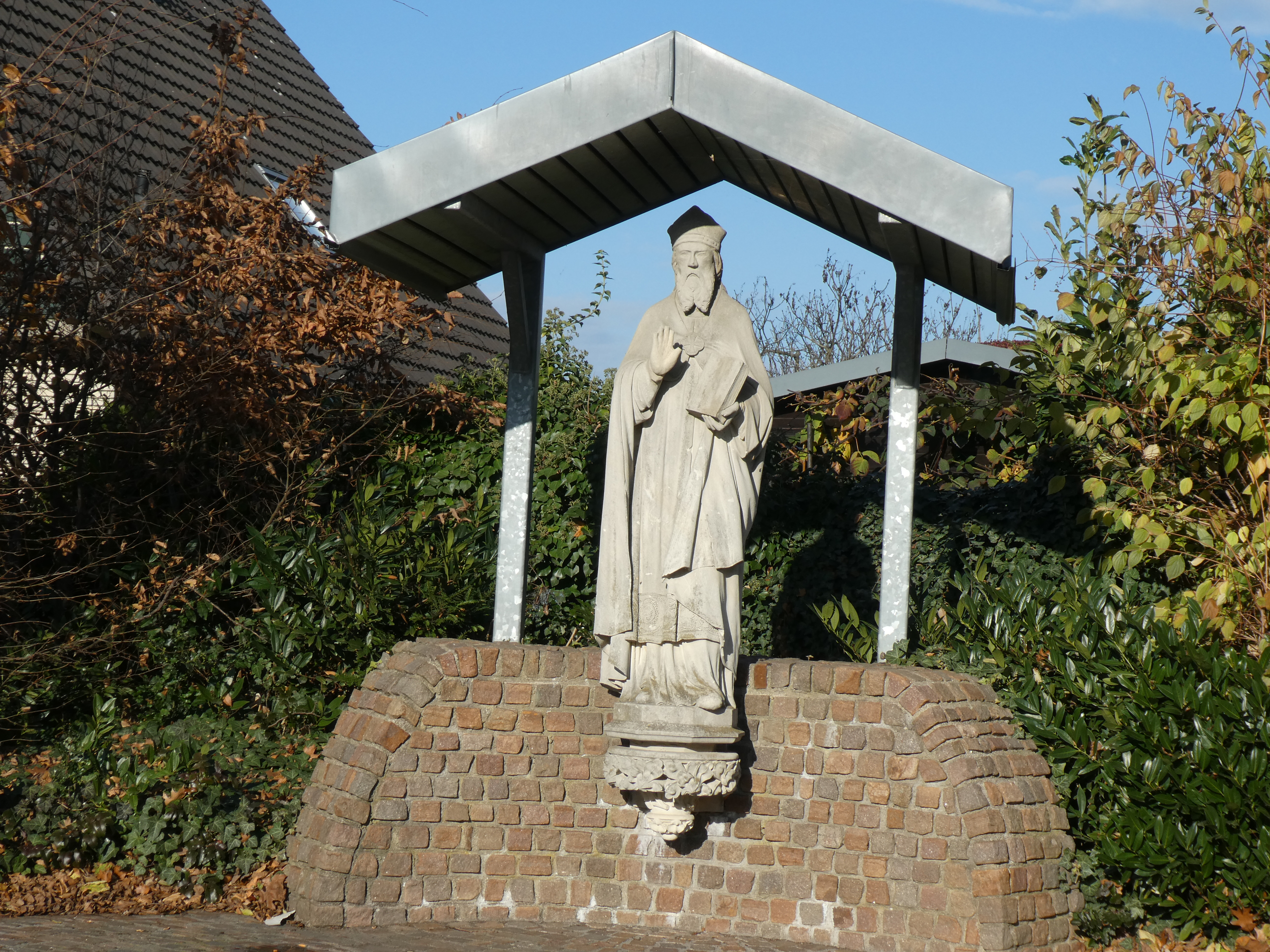
Bildstock St. Bonifatius (Heiden)
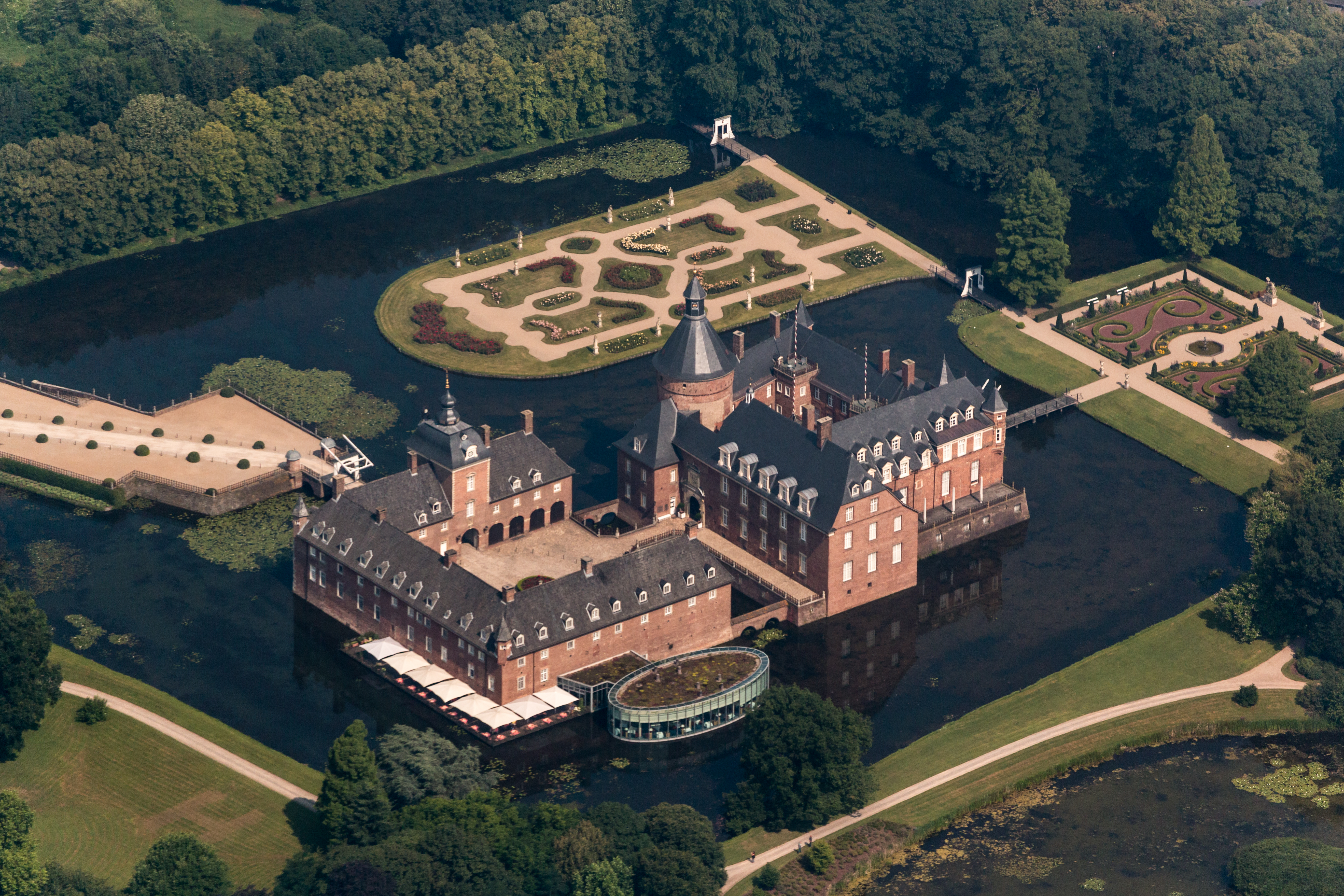
Burg Anholt (Isselburg)
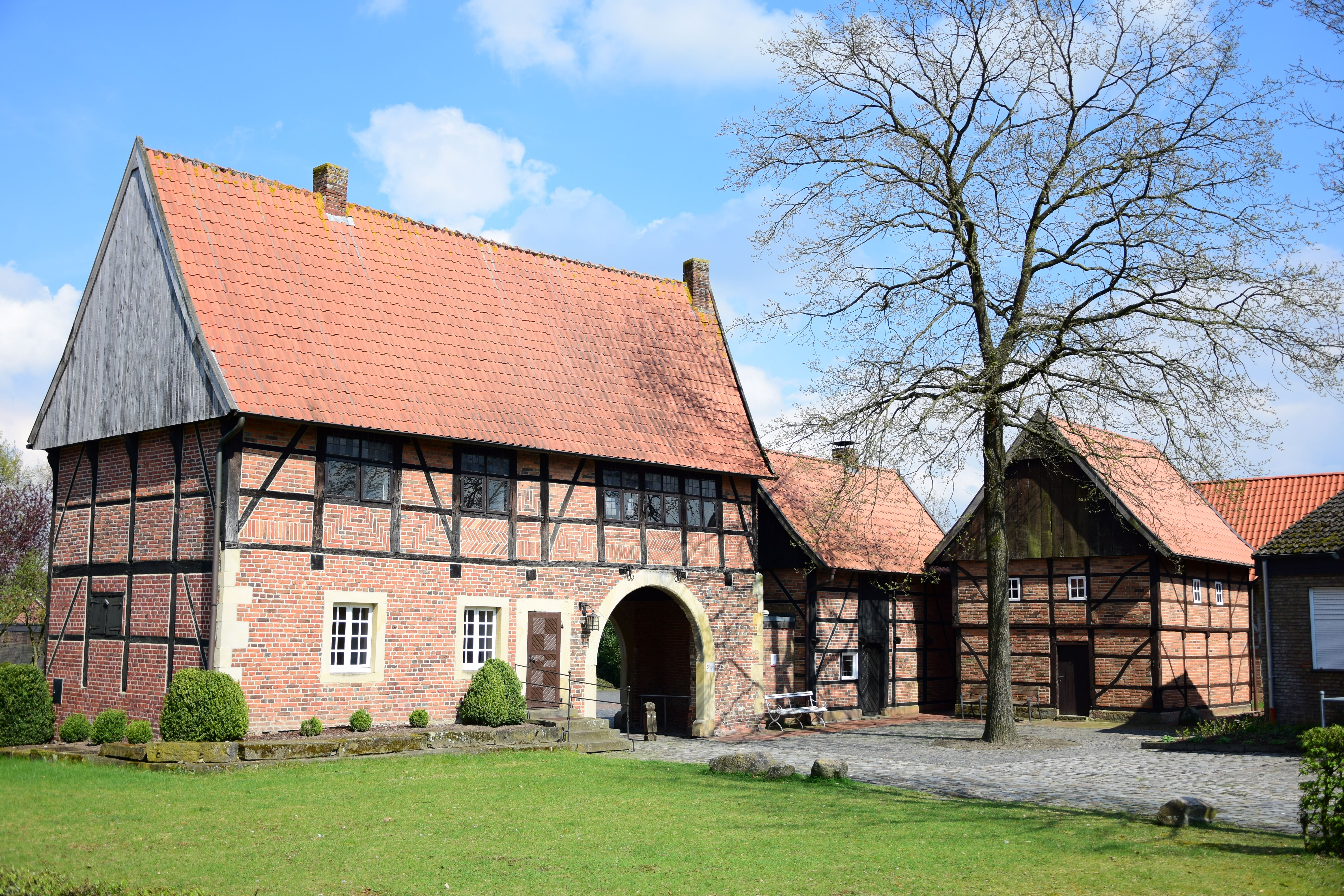
Hunnenporte (Legden)
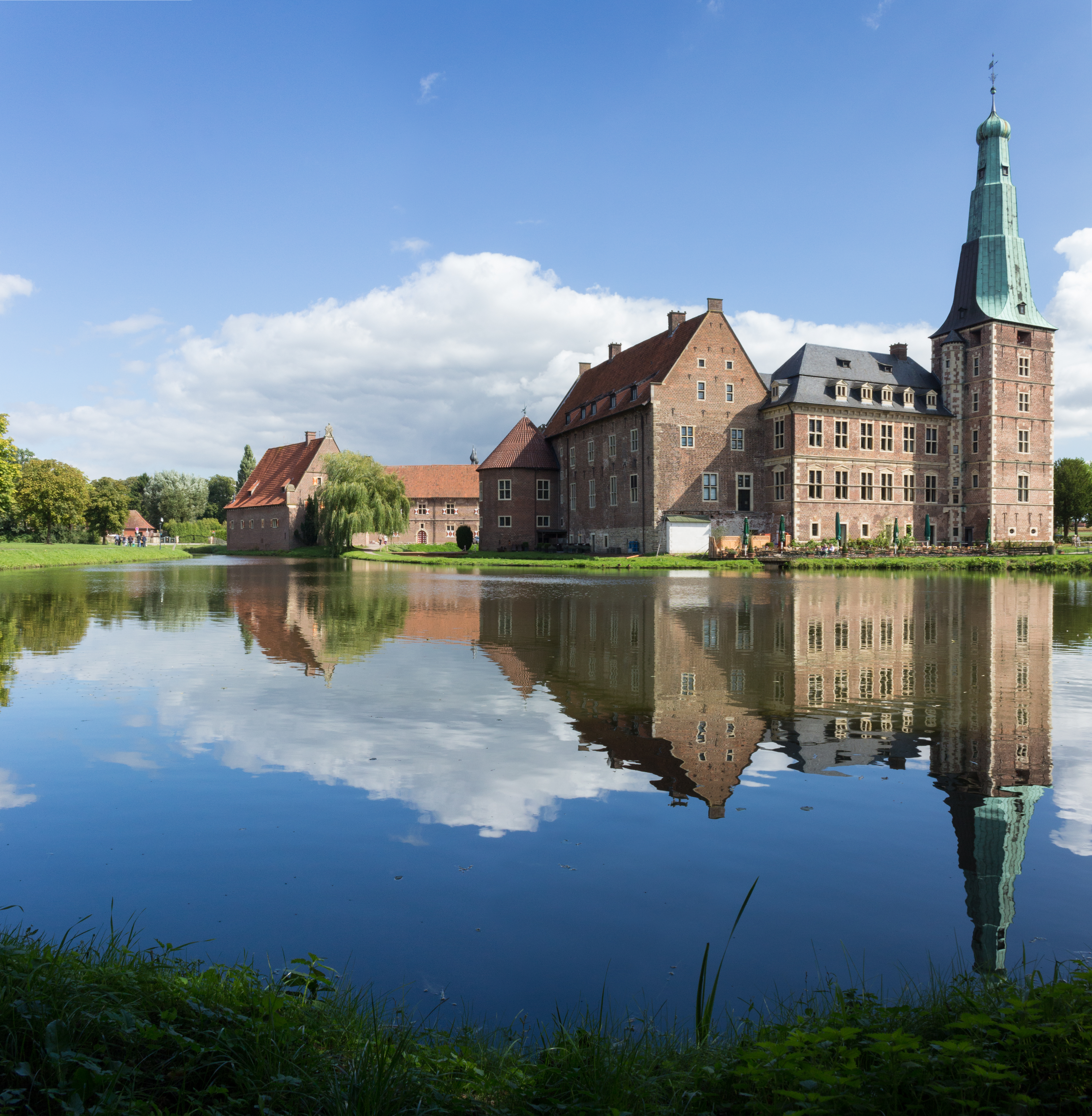
Schloss (Raesfeld)
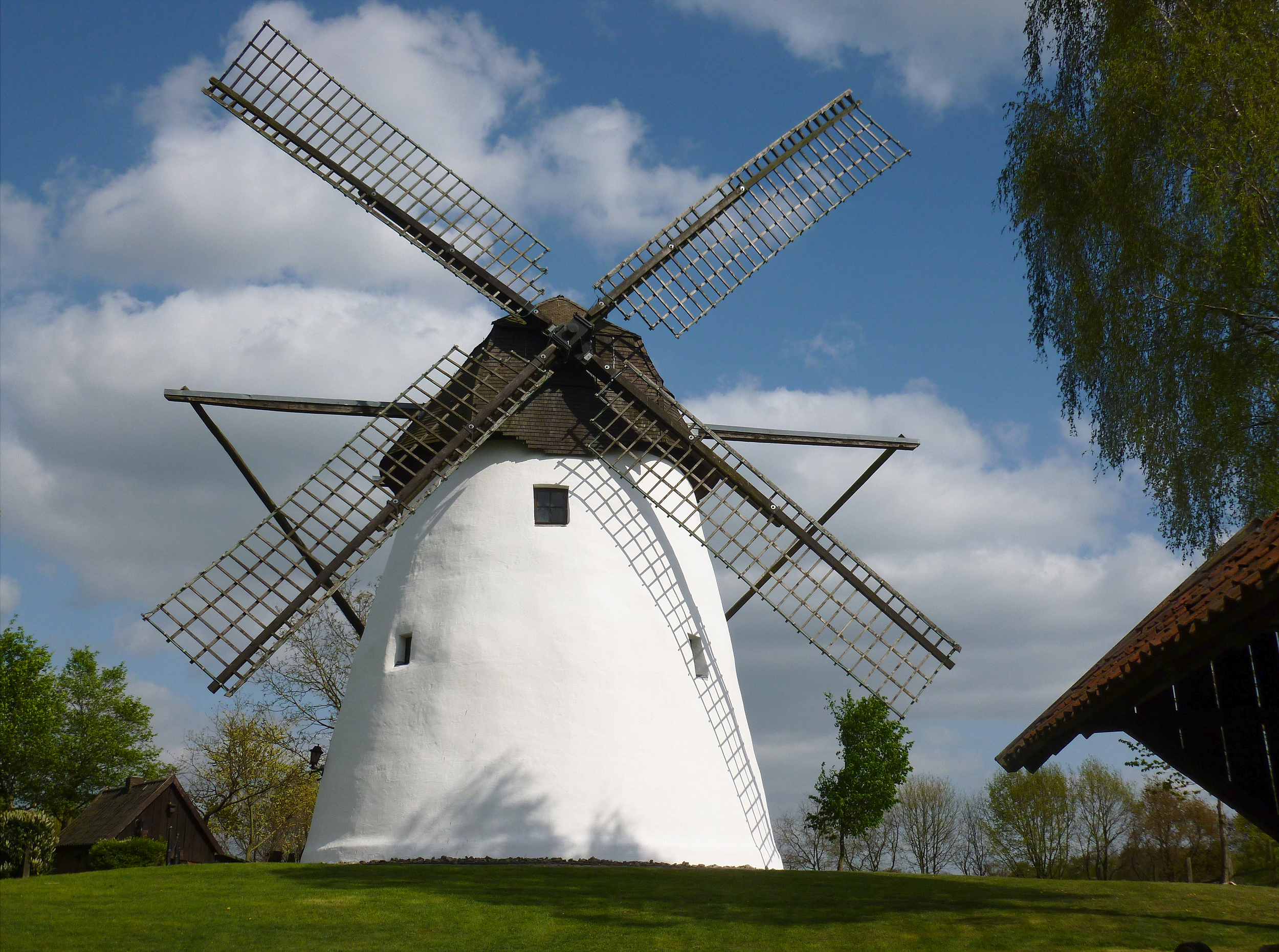
Windmühle (Reken)
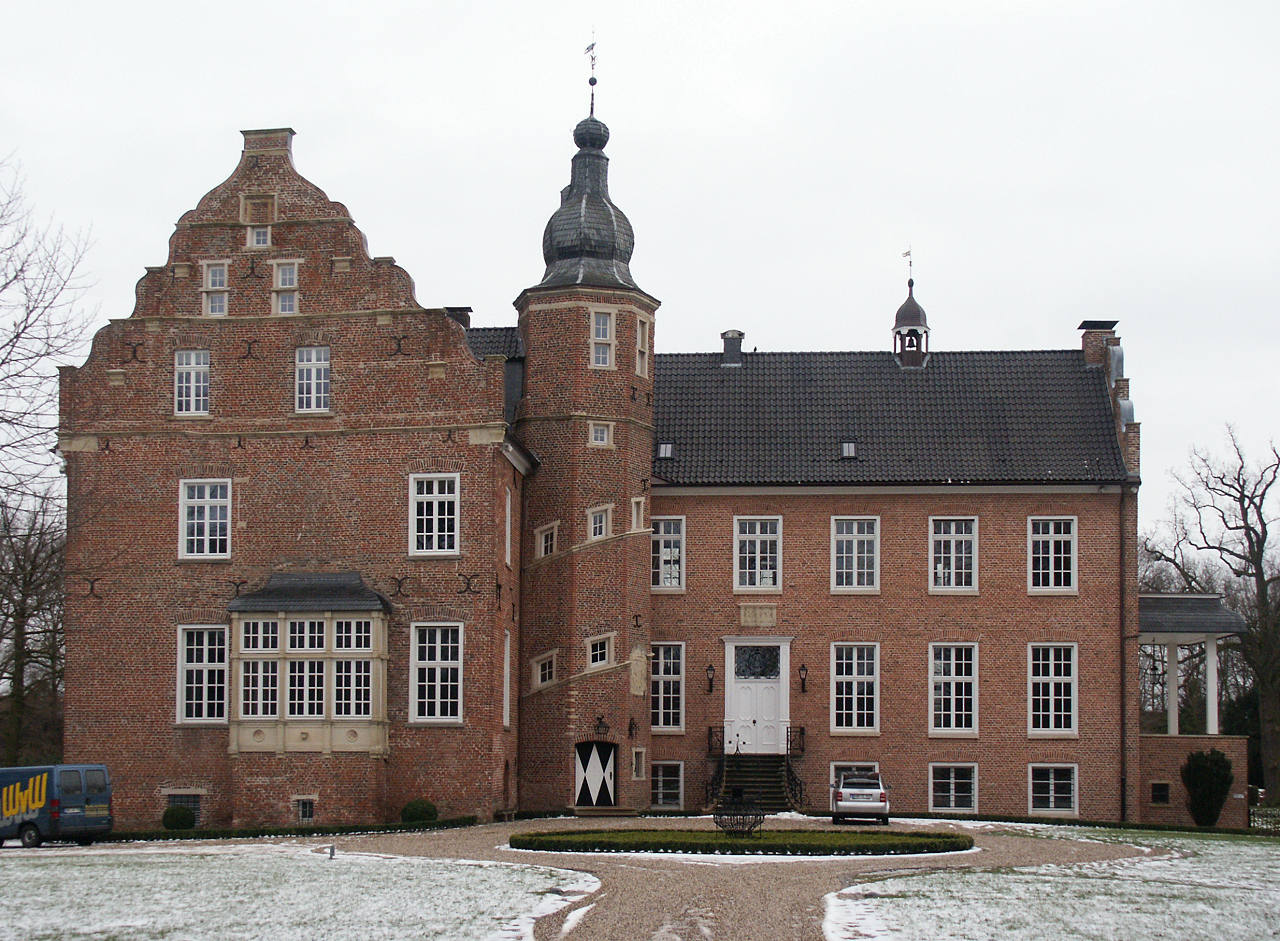
Schloss (Rhede)
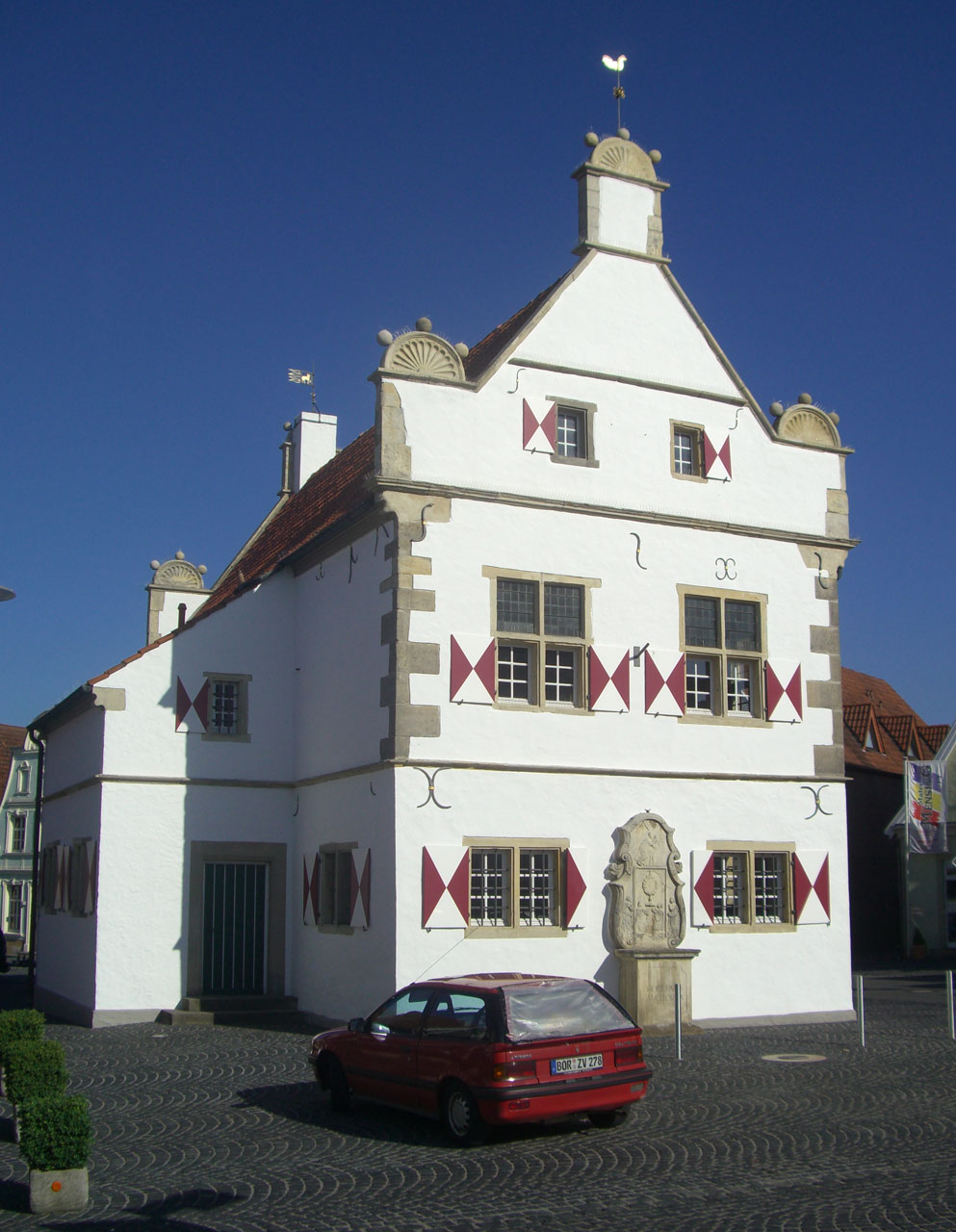
Altes Rathaus (Schöppingen)
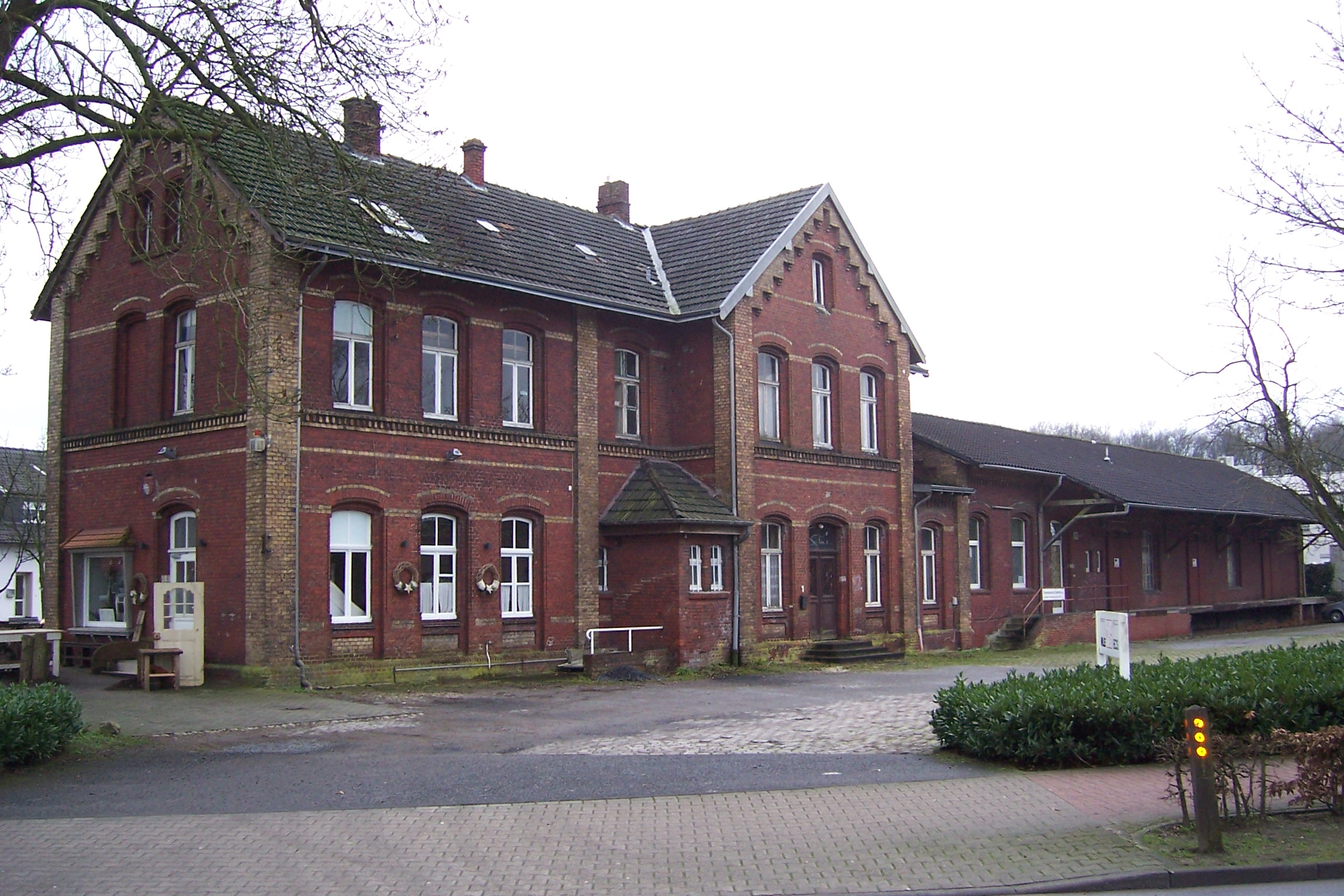
Bahnhof (Stadtlohn)
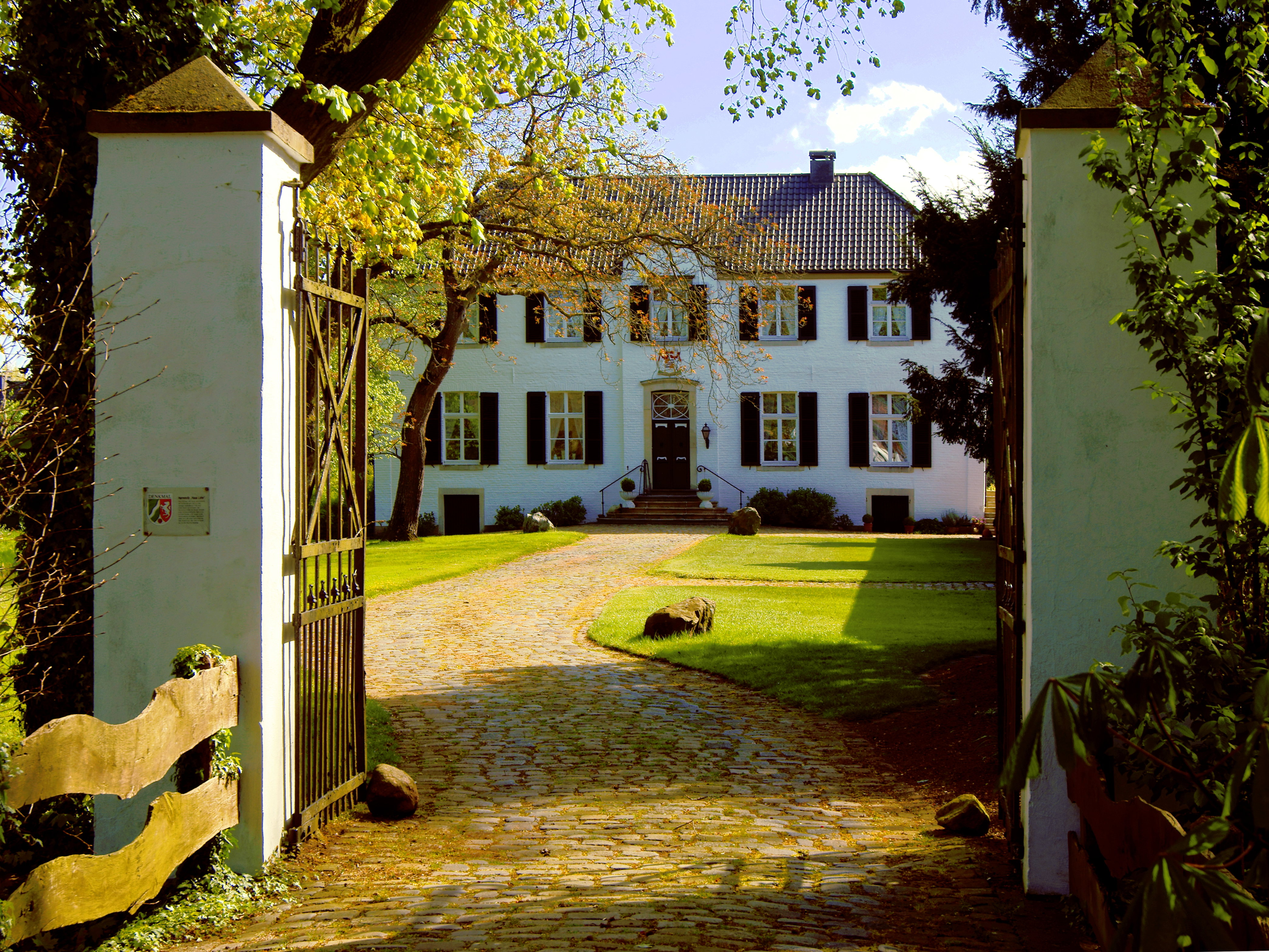
Haus Lohn (Südlohn)
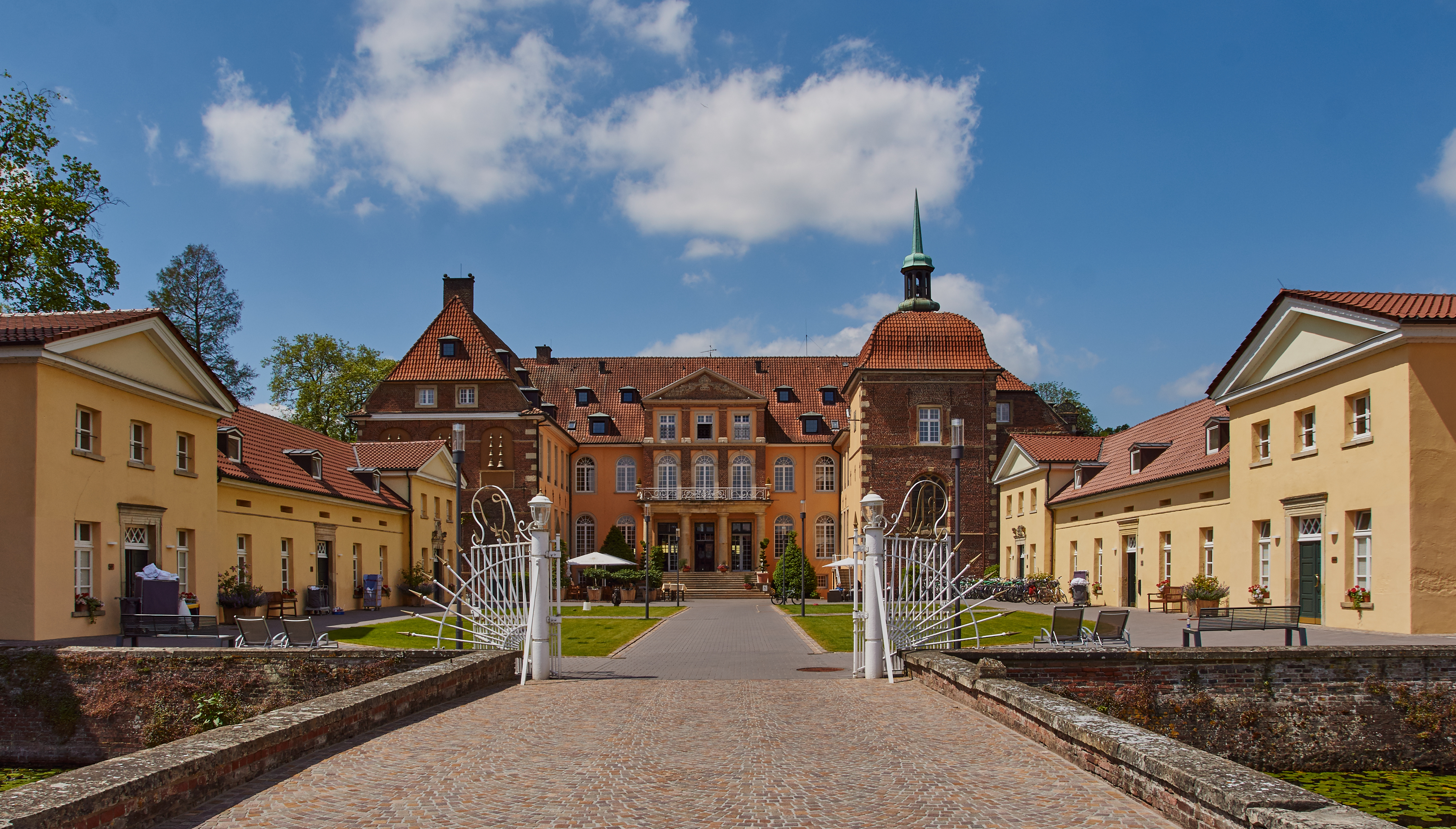
Schloss (Velen)
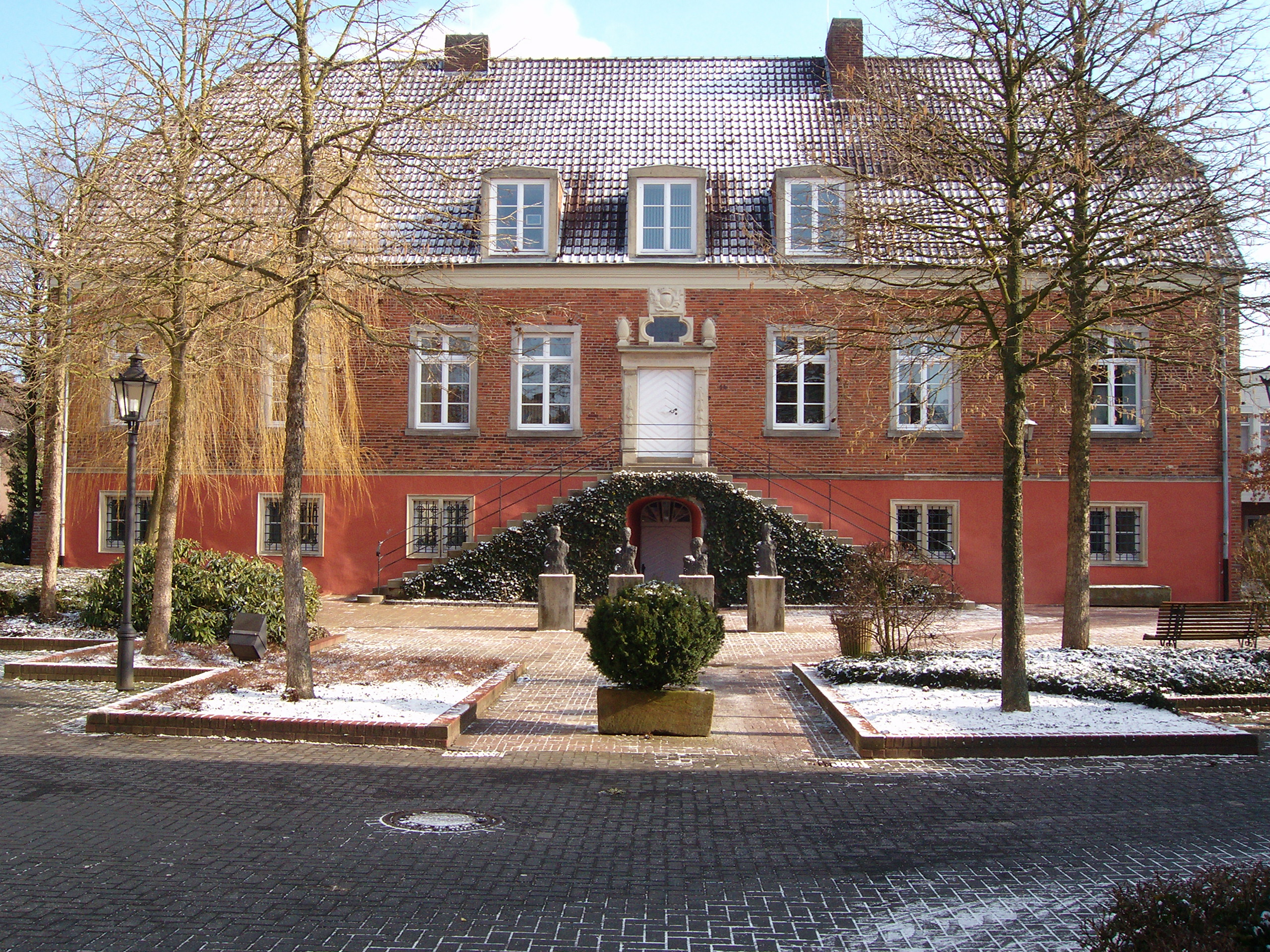
ehem. Burg (Vreden)